# Richard Gilkey
Richard Gilkey (* 23. September 1925 in Bellingham, Washington; † 3. Oktober 1997 in Seattle, Washington) war ein US-amerikanischer Maler und ein Mitglied der Northwest School, einer Kunstrichtung im pazifischen Nordwesten der Vereinigten Staaten.

## Leben
Richard Gilkey wuchs im Skagit Valley auf und besuchte die Ballard High School in Seattle. Im Zweiten Weltkrieg diente er als Marineinfanterist im Pazifik. Nach seiner Rückkehr führte er, traumatisiert von den Kriegserlebnissen, ein rastloses Leben. Die Begegnung mit den Werken von Guy Anderson, Morris Graves und Mark Tobey inspirierte ihn, sich der Malerei zuzuwenden.

## Werk
Richard Gilkey ist bekannt für seine kraftvollen Landschaftsbilder, die er oft mit dem Palettenmesser auf großformatige Leinwände malt. Seine Werke zeichnen sich durch eine expressive Darstellung der Natur des pazifischen Nordwestens aus, wobei er oft dicke Farbschichten aufträgt, um Textur und Tiefe zu erzeugen.